# Горанцы
Горанцы (также горане; серб. и макед. горанци, горани, болг. горани, алб. goranët; самоназвание: нашинци, нашинские) — одна из малых народностей Балкан. В переписях населения указывают свою национальность в основном как горанскую или боснийскую, реже идентифицируют себя как сербов или даже как турок и албанцев с родным славянским языком. Близки по происхождению другим южнославянским исламизированным этническим группам Южной Метохии — средчанам (жуплянам) и подгорянам.
Албанцы называют славянское население Горы «горани» (goranë), «торбеши» (torbeshë), «болгары» («bulgareci») или характеризуют их как «потур» (poturë).

## Общие сведения
Горанцы являются одной из южнославянских этнических групп мусульманского вероисповедания. В качестве языка устного общения используют горанские говоры, относящиеся к ареалу торлакского наречия, для лексики которых характерно наличие многочисленных турцизмов, фарсизмов, албанизмов и арабизмов. Также говорят на албанском языке. Населяют горные регионы юго-западной части Республики Косово в исторической сербской области Метохия, главным образом историко-культурный регион Гора на стыке границ с Албанией и Македонией. Также горанцы населяют 9 сёл в Албании на албанско-косовской границе, которые входят в регион Гора, и до недавнего времени два села в Македонии (Урвич и Еловяне). Кроме горанцев в юго-западном Косове живут такие исламизированные славянские группы, как подгоряне (три села в южной Метохии) и средчане (Средская Жупа, к средчанам кроме мусульман относится также и православная община).

## Происхождение и история

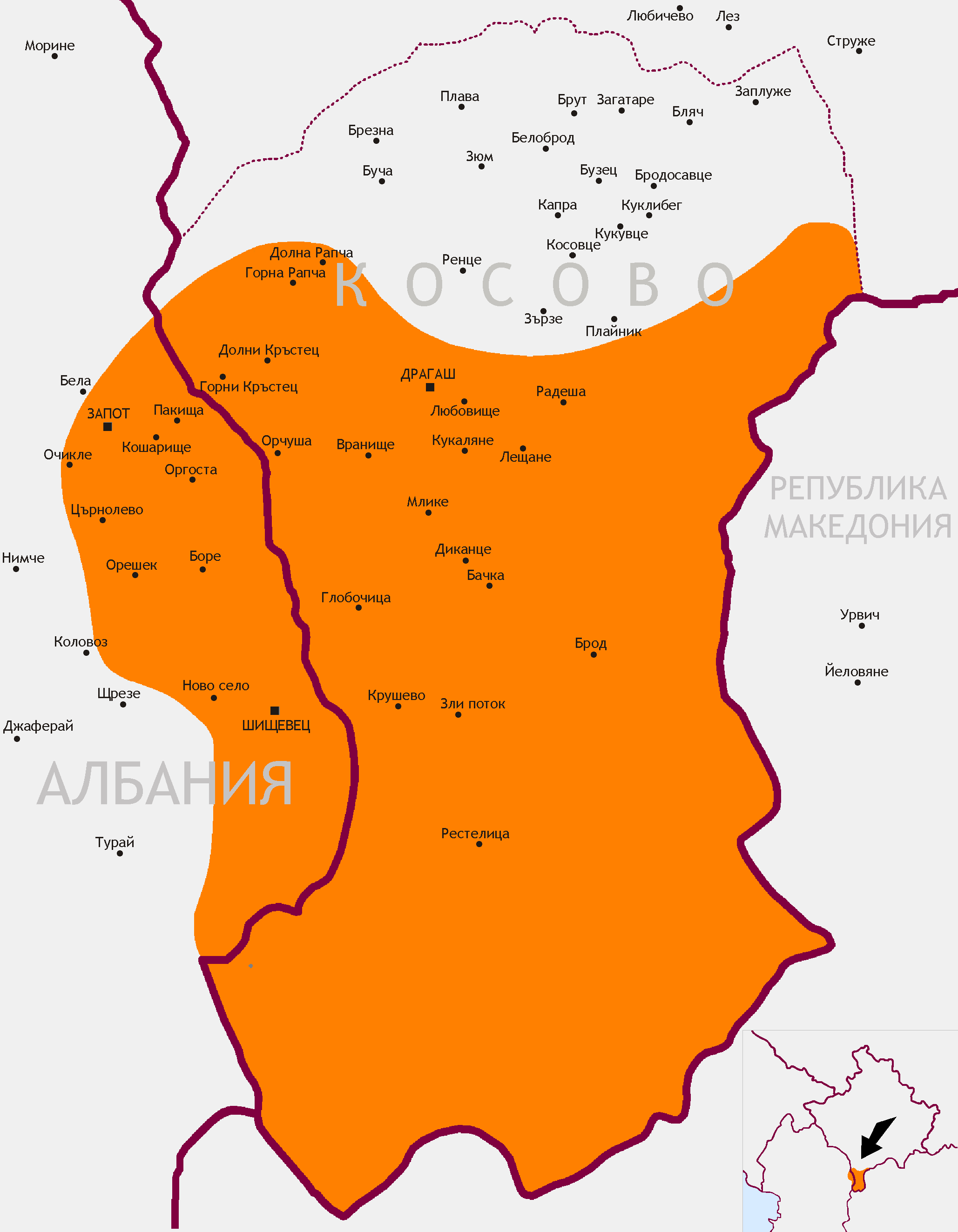
Историко-географический регион Гора на Балканах

По происхождению горанцы являются исламизированными славянами. По мнению албанских историков горанцы — исламизированные иллирийцы, по мнению сербских — исламизированные сербы, болгарских — исламизированые болгары, македонских — исламизированные македонцы. Приняли ислам в XV—XVII веках, когда регионом управляла Османская империя и сюда привлекалось албанское население. Приняв мусульманскую религию, горанцы сохранили родной язык в отличие от соседних опольцев, перешедших на албанский.
В ходе Косовской войны горанские села выступили на югославской стороне. В настоящее время в местах своего традиционного проживания горанцы подвергаются ассимиляционному давлению со стороны албанцев, вынуждающих горанцев отказаться от использования родного языка. В результате чего многие горанцы стали беженцами. Общая численность — около 25 тыс. человек, из них в местах традиционного проживания в Косово и Метохии по данным переписи 2011 года проживают чуть более 10 тыс. человек. По инициативе НАТО и ООН горанские регионы в пределах Косова были объединены с албанскими для создания округа Драгаш, в котором горанцы оказались в меньшинстве.

## Культурно-бытовые особенности
В Югославии горанцы славились своим кондитерским ремеслом, в частности выпечкой и мороженым. Первый кондитерский цех в Белграде «Пеливан» был открыт горанцем Мустафой Пеливаном в 1851 году. Впоследствии, горанцами начали открываться множество других кондитерских цехов и лавок с таким же названием. Имя «Pelivan» было защищено как интеллектуальная собственность лишь в 2013 году.

## Расселение
- Косово — 18 населённых пунктов, где преобладают горанцы;
- Албания — 2 главных села (Шиштевац и Запод) и 8 деревень, относящихся к этим пунктам;

Раньше горанцы также жили в Республике Македонии — 2 села в общине Боговинье: Еловяне и Урвич. Но согласно последним данным там уже не осталось ни одного горанца.
Близки горанцам в культурном плане следующие славяне-мусульмане:
- торбеши — принявшие ислам македонцы;
- бошняки — принявшие ислам славяне Боснии;
- помаки — принявшие ислам болгары;
- мрковичи и другие мусульманские группы черногорцев.

## См. также

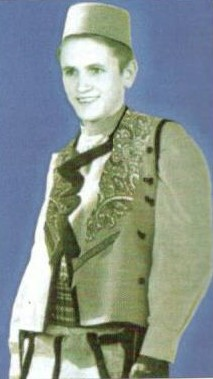
Горанский мальчик в народном костюме